# Saint-Didier (Nièvre)
 Saint-Didier  es una población y comuna francesa, situada en la región de Borgoña, departamento de Nièvre, en el distrito de Clamecy y cantón de Tannay.

## Demografía
| 74 | 58 | 43 | 43 | 33 | 38 |
| Para los censos de 1962 a 1999 la población legal corresponde a la población sin duplicidades (Fuente: INSEE [Consultar]) |    |    |    |    |    |